# トヨタカローラ高崎
トヨタカローラ高崎株式会社（トヨタカローラたかさき) は、群馬県高崎市に本社を置くトヨタ自動車のディーラー（トヨタカローラ店）である。社名の通り、高崎市を中心に店舗を展開する。主に群馬県の西毛地域（高崎・安中・富岡・藤岡・伊勢崎）を営業エリアとしている。

## 店舗
- 本社 - 高崎市昭和町41

### 新車
高崎市
- 問屋町店 - 高崎市問屋町西1-2-9
- 高崎駅西口店 - 高崎市新田町3-3
- 高崎インター京目店 - 高崎市京目町134
- 群馬町すがや店 - 高崎市菅谷町210

伊勢崎市
- 伊勢崎つなとり店 - 伊勢崎市連取町3077-26
- 伊勢崎とようけ店 - 伊勢崎市山王町1563-1

藤岡市
- 新町バイパス店 - 藤岡市立石1220
- 藤岡254バイパス店 - 藤岡市藤岡2118-1

安中市
- 安中バイパス店 - 安中市安中2363
- 国道18号やわた店 - 安中市板鼻13-1

富岡市
- 富岡七日市店 - 富岡市七日市370-1

### その他
- ウェルサイトとんやまち - ウェルキャブステーション。問屋町店敷地内に設置
- クルマックス高崎 - U-Car専門店

## 関連会社
- auショップ藤岡 - auに関する、情報通信事業。
- 株式会社くるま工房 - 鈑金修理工場。